# Севано-Разданський каскад
Севано-Разданський каскад (Севан-Разданський каскад, Севанський каскад) — комплекс гідроелектростанцій, розміщених на річці Раздан, у Вірменії. Каскад складається з 8 ГЕС, із них шість на Раздані та дві на Арташатському іригаційному каналі, що відходить від Раздана.

## Історія

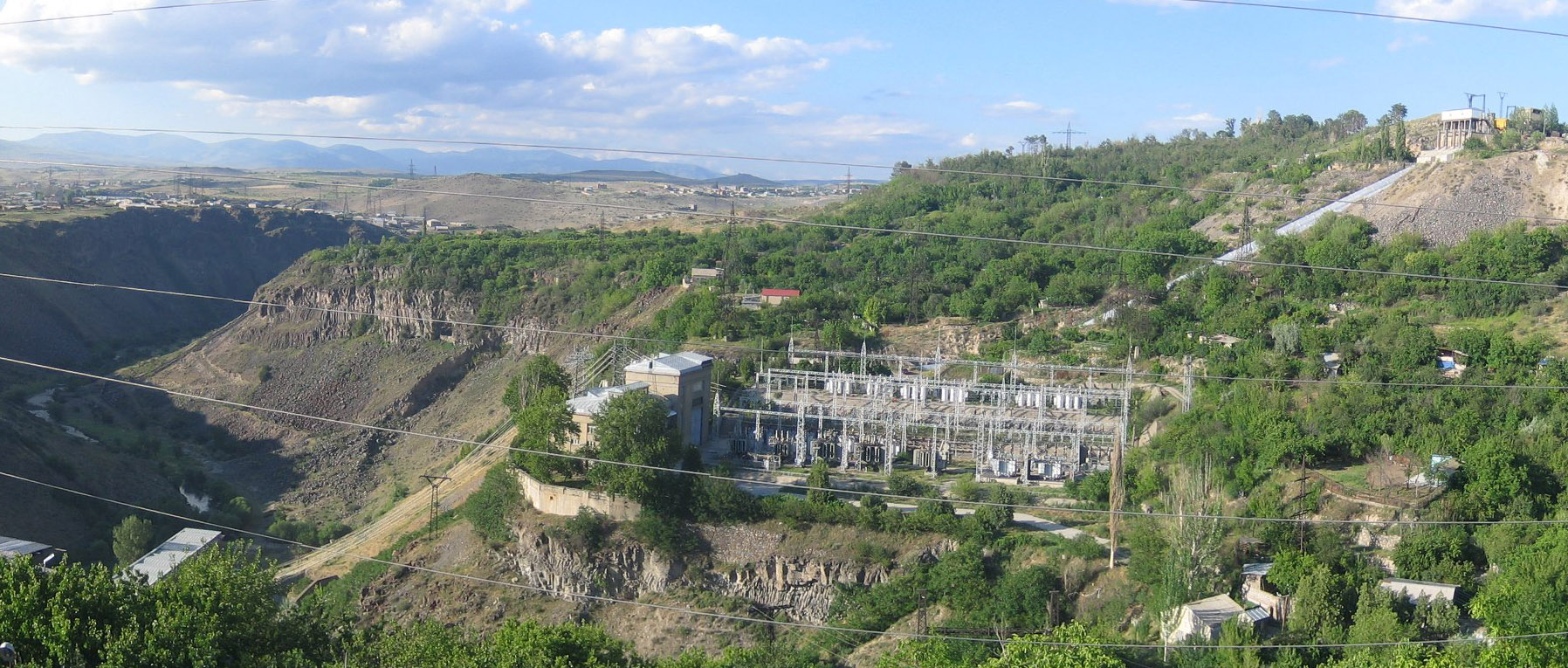
Канакерська ГЕС

Створення каскаду почалось 1923 року з початком будівництва малої Єреванської ГЕС на Арташатському каналі. 1932 року там же було збудовано Єреванську ГЕС-2. 1931 року була складена схема використання вод озера Севан, що мала на меті поступове зниження рівня озера на 50 м; при цьому площа озера значно зменшувалась, що дозволило б використовувати для потреб іригації (з виробленням електроенергії) значні обсяги води, що випаровуються з поверхні озера. Проект було прийнято до реалізації — почалось будівництво іригаційних систем, а також Канакерської ГЕС на Раздані, яку було запущено 1936 року.
З 1933 через заглиблене русло Раздана почався поступовий спуск озера. 1940 року було розпочато будівництво головної ГЕС каскаду — Севанської, призупинене на час війни. Севанська ГЕС була запущена 1949 року, Гюмушська (найпотужніша ГЕС каскаду), Арзнінська ГЕС — 1953, Єреванська ГЕС-3 — 1955, Атарбекянська ГЕС — 1959, Єреванська ГЕС-1 — 1962 року; також, у 1960-их роках планувалось будівництво ще трьох ГЕС (Верхньо-Аргавандської, Нижньо-Аргавандської та Норагавітської), однак їх збудовано не було.
Однак, зниження рівня озера (за одночасного його забруднення) призвело до виникнення низки екологічних проблем, в результаті чого 1958 року було прийнято рішення відмовитись від форсованого спуску озера. Скидання з озера було значно знижено та прив'язано до потреб іригації, в результаті чого вироблення електроенергії на ГЕС Севано-Разданського каскаду істотно знизилось. Для поповнення запасів води в озері 1961 року було прийнято рішення про будівництво тунелю для перекидання частини стоку річки Арпа в Севан. Будівництво тунелю довжиною 48,3 км було завершено 1981 року, після чого було розпочато будівництво тунелю Воротан-Арпа довжиною 21,7 км, завершене 2003 року. Після запуску тунелю рівень озера почав поступово зростати.
Конструктивно всі ГЕС каскаду побудовані за дериваційною схемою, переважно з безнапорною деривацією, представленою як каналами, так і тунелями. Будівлі Севанської та Арзнінської ГЕС розміщені під землею. Статус Єреванської ГЕС-II не з'ясовано, решта 7 ГЕС перебувають у працездатному стані. Обладнання ГЕС каскаду морально застаріло й фізично зношене, у зв'язку з чим проводиться його поступова реконструкція (зокрема, на Гюмушській, Канакенській та Єреванській ГЕС-I).
| Характеристики ГЕС Севан-Разданського каскаду,                                                  |                 |                                                               |             |           |                          |                         |                            |                            |
| Назва ГЕС                                                                                       | Потужність, МВт | Середньобагаторічне вироблення, млн кВт•год, проектна/сучасна | Тип ГЕС     | Напор, м  | Кількість гідроагрегатів | Рік початку будівництва | Рік запуску першої турбіни | Рік завершення будівництва |
| Севанська                                                                                       | 34,2            | 130/15                                                        | дериваційна | 60,3/42,5 | 3                        | 1940                    | 1949                       |                            |
| Атарбекянська (Разданська)40°30′27″ пн. ш. 44°45′44″ сх. д. / 40.50750° пн. ш. 44.76222° сх. д. | 81,6            | 375/40                                                        | дериваційна | 136,5     | 2                        |                         | 1959                       |                            |
| Гюмушська (Аргельська) 40°22′44″ пн. ш. 44°36′26″ сх. д. / 40.37889° пн. ш. 44.60722° сх. д.    | 224             | 870/200                                                       | дериваційна | 285       | 4                        |                         | 1953                       |                            |
| Арзнінська                                                                                      | 70,6            | 300/80                                                        | дериваційна | 118       | 3                        |                         | 1956                       |                            |
| Канакерська 40°13′14″ пн. ш. 44°31′6″ сх. д. / 40.22056° пн. ш. 44.51833° сх. д.                | 100 (102)       | 425/110                                                       | дериваційна | 169       | 6                        |                         | 1936                       |                            |
| Єреванська ГЕС-I                                                                                | 44              | 210/50                                                        | дериваційна | 90,8      | 2                        | 1957                    | 1962                       | 1962                       |
| Єреванська ГЕС-II                                                                               | 2,4             | 18                                                            | дериваційна | 19        | 1                        | 1930                    | 1932                       | 1932                       |
| Єреванська ГЕС-III40°9′51″ пн. ш. 44°30′5″ сх. д. / 40.16417° пн. ш. 44.50139° сх. д.           | 5,0             | 10/5                                                          | дериваційна | 37        | 1                        | ?                       | 1955                       | 1955                       |

## Севанська ГЕС
В деяких джерелах має назву Озерної ГЕС. Головна станція каскаду, що забезпечує водозабір з озера Севан. Проектна потужність ГЕС — 34,2 МВт, фактична — 24 МВт. Будівництво було розпочато 1940 року, однак із початком Великої Вітчизняної війни було законсервовано й відновлення після її завершення. Має підземну будівлю ГЕС, гребель, водосховищ і басейнів регулювання не має.

## Атарбекянська ГЕС
У низці джерел має назву Разданська ГЕС. Є другим ступенем каскаду. Перший гідроагрегат запущено 1959 року, таким чином ця ГЕС є однією з наймолодших у каскаді. Є класичною дериваційною ГЕС без гребель, водосховищ і басейнів регулювання.

## Гюмушська ГЭС
Іноді називається Аргельською ГЕС. Є третім ступенем каскаду. Найпотужніша ГЕС каскаду й Вірменії. Має стратегічне значення для вірменської енергосистеми, здійснюючи регулювання частоти в енергосистемі, а також зняття піків навантажень. Окрім того, ГЕС забезпечує пряме енергопостачання власних потреб Вірменської АЕС, підвищуючи її надійність. Перший агрегат було запущено 1953 року. У травні 1995 року поблизу станції стався зсув, що спричинив затоплення будівлі ГЕС, що призвело до необхідності проведення тривалих і коштовних відновлювальних робіт.

## Арзнінська ГЕС
Інколи має назву Арзнійська ГЕС. Є четвертим ступенем каскаду. Перший гідроагрегат було запущено 1956 року. Є дериваційною ГЕС із головним водосховищем і підземною будівлею ГЕС.

## Канакерська ГЕС
Має ім'я Йосипа Тер-Аствацатряна, є п'ятим ступенем каскаду. Одна з найстаріших гідроелектростанцій у Вірменії — перший гідроагрегат запущено 1936 року. Розташована в межах міста Єреван. Має стратегічне значення, забезпечуючи водою столицю, а також здійснюючи роботу в піковій частині графіку роботи енергосистеми. Конструктивно є дериваційною ГЕС із головним вузлом, басейном добового регулювання й наземною будівлею ГЕС.

## Єреванська ГЕС-I
На момент будівництва (й до 1970-их років як мінімум) мала назву Єреванська ГЕС № 3 чи просто Єреванська ГЕС. Назву Єреванська ГЕС № 1 мала ГЕС, введена в експлуатацію 1926 року; у подальшому назва цієї ГЕС була змінена на Єреванську ГЕС-III. Гідроелектростанція розташована в центральній частині міста Єреван, має стратегічне значення, забезпечуючи енергопостачання центра міста, включаючи урядові будівлі й метрополітен. Остання за часом запуску ГЕС Севано-Разданського каскаду (запущена 1962 року), є його п'ятим ступенем. Конструктивно є дериваційною гідроелектростанцією з головним водосховищем, напорною тунельною деривацією та наземною будівлею ГЕС.

## Єреванська ГЕС-II
У низці джерел — Єреванська ГЕС № 2. Введена в експлуатацію 1932 року. Мала ГЕС дериваційного типу на Арташатському іригаційному каналі. В будівлі ГЕС встановлено 1 гідроагрегат, що працює на напорі 19 м.

## Єреванська ГЕС-III
Розташована на Арташатському іригаційному каналі в межах міста Єреван. Конструктивно є дериваційною гідроелектростанцією з наземною будівлею ГЕС.
Існувала також ще одна Єреванська ГЕС, перша за часом запуску ГЕС Севано-Разданського каскаду та найстаріша ГЕС Вірменії — будівництво почалось 1923 року, перша черга запущена в травні 1926 року, друга — 1929 року.